# Marianne Hengl

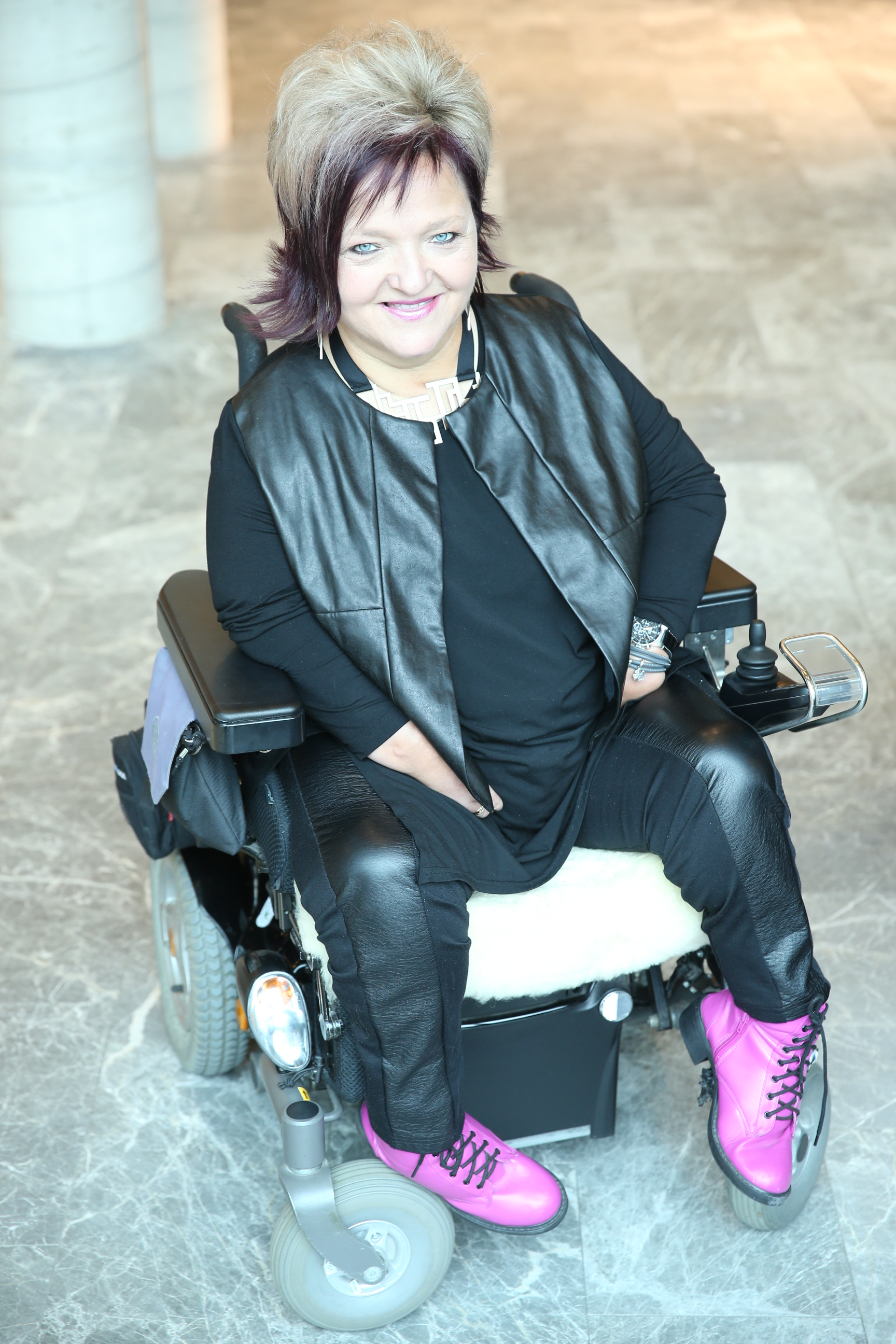
Marianne Hengl

Marianne Hengl (* 22. Jänner 1964 in Saalfelden, Salzburg) ist eine österreichische Behindertenaktivistin, Buchautorin, ORF Radio-Co- und Fernsehmoderatorin. Sie ist Obfrau des Vereins RollOn Austria – Wir sind behindert.

## Leben
Hengl wurde mit einer Gelenksversteifung an allen vier Gliedmaßen geboren und nach der Geburt für sieben Monate im Klinikum Salzburg stationär aufgenommen. Der Grund ihrer Behinderung ist ein genetischer Defekt (Arthrogryposis multiplex congenita). Bevor sie eingeschult werden konnte, musste sie sich in Hermagor (Kärnten) einer schmerzhaften Operation an beiden Armen unterziehen, um die Beweglichkeit beider Gliedmaßen zu verbessern. Als sie ihren ersten Rollstuhl bekam, wurde ihr erstmals bewusst, was es bedeutet, behindert zu sein. Eingeschult wurde sie im Elisabethinum in Innsbruck, später übersiedelte das Förderzentrum für behinderte Kinder nach Axams, Tirol.
Nach ihrer schulischen Ausbildung im Elisabethinum Axams (Volksschule, Hauptschule und polytechnischer Lehrgang) fand sie in derselben Einrichtung 1980 eine Arbeitsstelle im slw Soziale Dienste der Kapuziner. Anfangs arbeitete sie viele Jahre Vollzeit als Sekretärin und später im Bereich Öffentlichkeitsarbeit und Fundraising. Seit 1989 organisiert sie – in einem geringfügigen Dienstverhältnis – barrierefreie Reisen im Tiroler Landesreisebüro.
Im Alter von 30 Jahren heiratete sie den Innsbrucker Stefan Hengl und lebt seit der Hochzeit in Axams, Tirol.

## RollOn Austria
Im Jahr 1989 wurde Hengl Obfrau des Vereins zur Förderung körperbehinderter Menschen. Heute nennt sich diese gemeinnützige Organisation RollOn Austria – Wir sind behindert. Ihr Wirkungsbereich erstreckt sich mittlerweile auf ganz Österreich. Der Verein hat es sich zum Ziel gesetzt, Menschen mit Behinderung zu unterstützen und mittels Veranstaltungen, Kampagnen und Fernsehsendungen ein Umdenken in der Gesellschaft zu bewirken. 2021 hatte der Verein rund 450 Mitglieder und circa 250 Förderer.
Fernsehsendung Gipfel-Sieg
Das ORF-Fernsehformat „Gipfel-Sieg: Der Wille versetzt Berge“, das 2012 von Marianne Hengl ins Leben gerufen wurde, ist eines der wichtigsten Projekte von RollOn Austria und läuft seit Anbeginn äußerst erfolgreich auf ORF III – „Kultur und Information“: Die Sendung wird von Barbara Stöckl, KIWI-TV, produziert. Vorgestellt werden jeweils zwei Menschen in starken Porträts „auf Augenhöhe“, die auf unterschiedlichste Weise schwere und ehrgeizige Lebensabschnitte zu einem persönlichen „Gipfel-Sieg“ gemacht haben. Für einen schwer behinderten Menschen kann ein „Gipfel-Sieg“ sein, nach drei Jahren selbständig und ohne fremde Hilfe aus der Badewanne zu steigen oder mit einer verkrümmten Hand nach monatelangem Üben ein Wort schreiben zu können.
Radiosendung Stehaufmenschen
Die Radiosendung Stehaufmenschen in Radio Tirol ist auch eine Initiative von Marianne Hengl, die sie gemeinsam mit dem ORF-Moderator Rainer Perle moderiert. In der Sendung werden Menschen mit besonderen Herausforderungen interviewt, die von ihren Schicksalsschlägen erzählen und beschreiben, wie sie sich aus den Tiefschlägen wieder aufgerichtet haben, wie sie die Höhen und Tiefen des Alltags bewältigen, was und wer ihnen dabei hilft, wie sie mit der Hilflosigkeit umgehen, was sie starkmacht und welche Botschaften sie den Zuhörern geben können. Die Geschichten von Menschen, die Mut machen sollen, gibt es auch im gleichnamigen Buch Stehaufmenschen. Geschichten die Mut machen (Autorinnen: Brigitte Gogl, Marianne Hengl).
Fernsehsendung Stehaufmenschen
Als Ergänzung der bisherigen Stehaufmenschen-Reihe (Stehaufmenschen in Radio Tirol und des gleichnamigen Buchs Stehaufmenschen. Geschichten die Mut machen) setzte Hengl das Konzept auch in Form einer Fernsehsendereihe um. Moderiert von Hengl, besucht sie sogenannte 'Mutmacher' zuhause und gewährt den Zuschauern Einblick in den Alltag jener Menschen, die trotz Schicksalsschlags ihr anderes Leben annehmen. Die Folgen werden auf ORF 2 ausgestrahlt.
Das Schmuckstück Natasha
Zum 25-Jahr-Jubiläum von RollOn Austria entstand in Zusammenarbeit mit der Firma D. Swarovski der Schmuckanhänger „Natasha“ in der Form eines Engels mit nur einem Flügel. An jener Stelle, wo der zweite Flügel fehlt und die Behinderung sichtbar wird, sind Kristalle angebracht als Zeichen dafür, dass behinderte Menschen Schmuckstücke und genauso kostbar wie alle anderen Menschen sind. Das Schmuckstück kann als Zeichen der Solidarität für Menschen mit Behinderungen getragen werden.
Online-Stream
Seit 2021 moderiert sie auch die Online-Serie LICHTblicke & WEGweiser.

## Publikationen
- Christina Karafiat: Wirbelwind – Im Rollstuhl die Welt bewegen. Biografie. Eigenverlag Hengl, Innsbruck 2001, ISBN 3-9501449-0-0
- Mit Georg Schärmer (Hrsg.): Berührende Begegnungen. Studien-Verlag, Innsbruck, Wien, München, Bozen 2004, ISBN 3-7065-4015-0
- Mit Werner Mühlböck (Hrsg.): WERTpapiere: 24 Werte bis Weihnachten. Ein Adventkalender mit Bildern von Peter Mertz. Tyrolia, Innsbruck 2006, ISBN 3-7022-2778-4
- Mit Werner Mühlböck (Hrsg.): WERTpapiere: 24 Werte bis Weihnachten. Ein Adventkalender mit Bildern von Peter Mertz. Tyrolia, Innsbruck 2007, ISBN 978-3-7022-2861-3
- Ich liebe mein Leben – Handicap als Chance. Unter Mitarb. von Irene Rapp, Birgitt Drewes und Maria Haider, Verlagsanstalt Tyrolia, Innsbruck, Wien 2008, ISBN 978-3-7022-2958-0
- Das Kinderbuch: Marianne und die roten Zauberstiefel. Mit Imgard Kramer und Svetlana Kilian, Bucher Verlag GmbH, Hohenems 2018, ISBN 978-3-99018-474-5
- Mit Brigitte Gogl: Stehaufmenschen. Geschichten die Mut machen. Verlagsanstalt Tyrolia, Innsbruck, Wien 2020, ISBN 978-3-7022-3865-0

## Auszeichnungen
- 2023: Ehrenringträgerin der Gemeinde Axams in Tirol[7]
- 2013: Ehrenzeichen des Landes Tirol[8]
- 2012: Tara-Award für ihr Lebenswerk bei der Life-Goes-On-Gala in der Wiener Hofburg[9]
- 2008: Ehrenbürgerin von Weißbach bei Lofer[10]
- 2008: Österreicherin des Jahres[11]